# 浙江張氏
浙江張氏（チョルガンジャンし、절강장씨）は、朝鮮の氏族の一つ。本貫は中国浙江省である。2015年の調査では3,987人である。
始祖の中国浙江省杭州出身の張海浜は、丁酉再乱の際に、游撃将軍呉惟忠の配下の武将として李氏朝鮮に派兵されたが、蔚山城の戦いで銃撃を受け帰国できず、李氏朝鮮に帰化した。その後、張海浜の子孫が張海浜の故郷である浙江省を本貫にして浙江張氏を創始した。